# Manuel Hernández Osorio
Manuel Hernández Osorio, «el Isleño» (n. 17 de marzo de 1931 barrio Santa Rita, en Jiguaní, Cuba; m. 26 de septiembre de 1967 en Bolivia) fue un guerrillero y militar cubano que luchó a las órdenes del Che Guevara en la Revolución Cubana y Bolivia donde murió en combate. Alcanzó el grado de primer capitán del ejército cubano.

## Biografía

### Revolución cubana
Manuel Hernández nació en una finca llamada El Diamante, en las estribaciones de Sierra Maestra, en el barrio Santa Rita, del municipio de Jiguaní, en la actual provincia de Granma. Su padre fue un inmigrante de Tenerife (Islas Canarias), mientras que su madre fue la cubana mulata Juanita Osorio. 
Era un campesino pobre que se integró a la guerrilla del Movimiento 26 de Julio desde principios de 1957 para integrarse ese año a la guerrilla que actuaba en Sierra Maestra. Combatió en Pino del Agua, El Gaviro, Manzanillo, San Ramón, Arroyón, Las Mercedes y Vegas de Jibacoa. En agosto de 1958 fue ascendido a teniente y el Che Guevara le pide acompañarlo durante el resto de la campaña.
En Camagüey fue ascendido a capitán y nombrado jefe de la vanguardia. Resultó herido en toma de Fomento por una bomba arrojada desde los aviones.
Terminada la revolución se casó con Elvira con quien tuvo tres hijos. Entre 1962 y 1966 estudió en la Escuela Básica Superior de Guerra recibiéndose con el grado de primer capitán.

### Bolivia y muerte
Luego de la fallida experiencia del Congo, el Che Guevara organizó un foco guerrillero en Bolivia, donde instaló a partir del 3 de noviembre de 1967, en una zona montañosa cercana a la ciudad de Santa Cruz, en una área que atraviesa el río estacional Ñancahuazú, afluente del importante río Grande.
A mediados del año 1966 el Che había enviado Bolivia a dos de sus hombres de confianza, Harry Villegas («Pombo») y Carlos Coello («Tuma»), donde ya se encontraba José María Martínez Tamayo («Papi»), organizando los contactos y analizando la situación. Luego se sumarían al grupo otros combatientes, entre ellos Manuel Hernández quien llega el 27 de noviembre de 1966. Al igual que en Cuba, Hernández fue designado como jefe de la vanguardia.
El grupo guerrillero tomó el nombre de Ejército de Liberación Nacional (ELN) de Bolivia con secciones de apoyo en Argentina, Chile y Perú. Los enfrentamientos armados comenzaron el 23 de marzo de 1967.
En septiembre de 1967, luego de meses de andar y varios hombres perdidos, el ejército boliviano le había cerrado al grupo la salida al río, y este debió escalar las sierras del oeste para intentar encontrar una salida. 
El 26 de septiembre llegaron al Abra del Picacho, a 2280 metros de altura. Luego del mediodía la vanguardia sale para Jagüey, buscando el camino hacia La Higuera (Bolivia). Un kilómetro antes de llegar a La Higuera, en Quebrada del Batán, fueron emboscados. Manuel Hernández murió en el combate, junto con otros dos hombres: Mario Gutiérrez Ardaya (Julio) y Coco Peredo. Sus restos fueron enterrados clandestinamente por el ejército boliviano.
Pocas semanas después, el 9 de octubre, el Che Guevara moriría fusilado ilegalmente en La Higera. Solo cinco hombres sobrevivieron.
Sus restos, y los de los otros dos combatientes que murieron con él, fueron hallados el 11 de febrero de 1998 y colocados en el Memorial de Santa Clara, donde un año después también serían colococados los del Che Guevara y otros guerrilleros caídos en Bolivia.